# 慢慢來 (路易斯·馮西歌曲)
慢慢來（西班牙語發音：[despa'sito]）是波多黎各籍男歌手路易斯·馮西客串同國籍饒舌歌手洋基老爹的歌曲，在2017年1月13日發行，並成為2019年發行的路易斯·馮西專輯《Vida》之主打歌曲。這首歌曲由路易斯·馮西、艾瑞卡·安德和洋基老爹共同負責詞曲，並且由毛里西奧·倫吉夫和安德烈斯·托雷斯負責這首歌曲的製作。與小賈斯汀客串的混音版本在2017年4月17日發行，帶動這首歌曲登上許多國家的歌曲排行榜，由於這首歌曲在多項排行榜登上冠軍，因此音樂記者普遍認為慢慢來對於西班牙語流行音樂在主流市場的重新流行發揮到重要作用。
慢慢來是以
拍來採納雷鬼動和拉丁流行曲風的歌曲，其歌詞表達對性關係的渴望，並以一種流暢而浪漫的方式表現出來。發行之後獲得音樂評論家的普遍好評，他們稱讚這首歌曲的拉丁節奏與城市節奏的融合、朗朗上口以及音畫法。這首歌曲在第18屆拉丁格莱美奖獲得年度製作獎、年度歌曲獎和最佳都市歌手獎，並且被多家出版物名列為歷年來最佳拉丁歌曲以及2017年最佳歌曲等，而這些出版物另外稱這首歌曲為流行音樂史上最成功的西班牙語歌曲之一。
慢慢來在47個國家歌曲排行榜登上冠軍，並且在另外6項排行榜登上前10名，這首歌曲在美國成為自1996年河流二重唱的玛卡莲娜登上告示牌百大單曲榜冠軍之後第一首登上該榜單冠軍的西班牙語歌曲，並以16週的時間追平當時告示牌百大單曲榜最長登冠持續時間紀錄，且以56週的時間成為在公告牌拉丁美洲音乐热门榜登冠持續時間最長的歌曲，另外這首歌曲成為第一首獲得美國唱片業協會鑽石認證的拉丁歌曲。慢慢來的音樂錄影帶展示兩個歌手在波多黎各老聖胡安的La Perla社區和當地酒吧「La Factoría」表演這首歌曲，在YouTube上發布後於2017年8月至2020年11月成為該平台觀看次數最多的影片，並成為第一支觀看次數超過30、40、50、60、70和80億次的YouTube影片，隨後最多觀看頭銜被碰碰狐的「Baby Shark Dance」拿走而成為該平台觀看次數第二多的影片。

## 發行背景

### 原版
慢慢來的歌詞早在2015年底於邁阿密的路易斯·馮西的家中創作，因為他想在兩年沒有發布新音樂的情況下為自己的新專輯錄製一首“搖擺歌曲”。路易斯·馮西醒來時正在思考一首名為「Despacito」的歌曲，並邀請巴西裔巴拿馬歌手兼詞曲製作人艾瑞卡·安德參加詞曲創作會議，而路易斯·馮西用吉布森·艾米盧·哈里斯吉他參與這首歌曲創作。路易斯·馮西最初將其創作為一首採納昆比亞和流行音樂曲風的歌曲，並將其歌詞寫為谣曲，但決定給它注入“城市注入”，並向雷鬼藝人洋基老爹發送一個歌曲樣本。到2016年底，他們在邁阿密的Noisematch Studios錄製這首歌曲時，洋基老爹在錄音室控制室的一個角落裡即興創作了他的主歌，同時想著他父親演奏邦哥鼓的情景，並寫下了後副歌的間奏旋律。在歌曲製作和混音方面，哥倫比亞雙人流行組合Cali y El Dandee成員毛里西奧·倫吉夫以及曾經和大衛·比茲伯、坦莉雅、瑞奇·馬丁等歌手合作的安德烈斯·托雷斯負責這首歌曲製作，而美國錄音工程師傑森·喬舒亞則是在洛杉磯北好莱坞的拉拉比聲音工作室負責這首歌曲的混音。
路易斯·馮西並不認為這是一首雷鬼動歌曲，但認為它確實具有雷鬼動音樂的能量和微妙的城市節拍，艾瑞卡·安德表示這首歌曲經歷多次編排，直到路易斯·馮西得到了他想要的編曲風格，隨後路易斯·馮西將慢慢來描述為一首旋律優美的歌曲，並且可以很好地適應許多其他音樂流派，由於這首歌曲的感性本質，他們需要對歌詞負起責任，而艾瑞卡·安德為路易斯·馮西創作的方法是注意如何以良好的品味來表達事物。2017年4月，美國歌手暨詞曲製作人尼基·賈姆透露原版慢慢來的客串藝人是他自己而不是洋基老爹，但由於這首歌曲的發行可能會影響尼基·賈姆的專輯《Fénix》的發行，因此不得不拒絕。

### 小賈斯汀混音版
在慢慢來發行3個月後，加拿大歌手小賈斯汀在南美洲展開巡迴演唱會的空檔之餘前往哥倫比亞的一間夜店，在聽到這首歌曲後想要參與這首歌曲的混音版本製作。隔日，路易斯·馮西接到拉丁環球音樂的來電去詢問關於這首歌曲做混音版本的意圖，隨後授權唱片公司將這首歌曲發送給小賈斯汀。小賈斯汀的經紀人斯库特·布劳恩聯繫演唱製作人喬許·古德溫去製作這首歌曲，因此喬許·古德溫飛到波哥大並前往Estudios Audiovisión去錄製小賈斯汀的演唱部分。
在哥倫比亞音樂家胡安·費利佩·桑佩爾的幫助下，小賈斯汀職業生涯首次以西班牙語演唱，對小賈斯汀來說，最困難的是“laberinto”（迷宮）、“paredes”（牆壁）和“manuscrito”（手稿）等單字中的“ere”（ɾ）發音。在录制期间，小賈斯汀不断询问自己的发音是否准确，并会在不确定时请求桑佩尔重复示范。小賈斯汀学习这些西班牙语发音仅用了兩個小時。在完成4小時的錄音後，喬許·古德溫將小賈斯汀的演唱音軌發送給澳洲音響工程師克里斯·奧瑞安去做調音，而古德溫在特克斯和凯科斯群岛鸚鵡洲完成混音版的製作，並且混合路易斯·馮西的英語歌聲，其歌詞由美國歌曲製作人馬蒂·詹姆斯創作，這整個過程到混音版歌曲的發行僅花費六天時間完成。2017年6月，英國歌手紅髮艾德透露他想錄製這首歌的混音版本，但實際上由小賈斯汀完成。

## 作曲
慢慢來是以
拍來採納雷鬼動和拉丁流行曲風的歌曲，以每分鐘89拍的節奏來創作B小調曲目，並且使用常用的Bm—G—D—A和弦程序，其演唱的聲調從F#3到B4。這首歌曲的歌詞含蓄地講述以一種順利而浪漫的方式發生性關係的故事，並且大量使用寓言，然而路易斯·馮西表示有些歌詞是可以自由解讀的。
毛里西奧·倫吉夫和安德烈斯·托雷斯都使用「Pro Tools」平台來製作慢慢來，並且到最終完成時總計混合47條音軌。這首歌曲以克里斯蒂安·尼維斯演奏的Cuatro做開始，並且搭配路易斯·馮西在開始演唱時，托雷斯演奏原聲吉他來伴奏。毛里西奧·倫吉夫表示吉他實際上是被彈奏的，但隨後製作人將其切碎並使其真正數位化，後來製作人因為他們想要感受到非常地波多黎各和民族氣息而決定錄製一首Cuatro，並且它賦予這首歌真正獨特的個性。克里斯蒂安·尼維斯在副歌和Hook部分演奏受騷沙音樂所影響的旋律，其中包含基於美國製作人卢克博士的“老派流行”效果，而打擊樂器瓜切和古伊拉與腳踏鈸同步演奏，以便突顯出這首歌曲的昆比亞影響力。
這首歌曲使用側鏈製作技術，不僅讓這首歌曲的副歌更加突出，還在底鼓敲擊時使其音樂靜音。當音樂放慢時，這首歌曲也因為在每個副歌開頭都會演唱“Despacito”（緩慢）一詞而大量使用音畫法。這首歌曲在打擊樂部分由瓜切、牛鈴、天巴鼓、古伊拉和順序鼓模式組成。小賈斯汀混音版本儘管保留原版歌曲的節奏，不過在歌詞部分，路易斯·馮西將一些歌詞翻譯成英語，並且用西班牙式英語演唱一段主歌，而洋基老爹的主歌則保留原版歌詞。

## 發行與評價
拉丁環球音樂在2017年1月13日開放慢慢來數位音樂下載服務後，一些音樂出版物認為這首單曲的成功受到拉丁流行和城市音樂相結合的趨勢所影響。路易斯·馮西稱之為“新流行音樂歌曲”，艾瑞卡·安德表示每個人都在進行這種類型的融合。路易斯·馮西也表示，在這首歌及其音樂錄影帶發行兩週後，他開始接到瑞奇·馬丁、璜·路易斯·蓋德拉、馬克·安東尼和其他藝人的來電，告訴他這首歌是一個「全壘打」。
《Dance-Charts》編者塞巴斯蒂安·溫克-施米辛表示：“簡單的4/4拍子、西班牙吉他聲、清脆的貝斯以及路易斯·馮西和洋基老爹的出色歌聲足以從一開始就成為熱門單曲。”《告示牌》編者萊拉·科博稱讚這首歌無可否認讓人立刻朗朗上口，並寫出這首歌巧妙地融合浪漫的拉丁流行、雷鬼動節奏和微妙頑皮的歌詞。Medium文化部落格「That Good You Need」作家羅伯特‧喬弗里德強調這首歌曲使用鋼弦吉他代替尼龍弦吉他來演奏弗拉門戈風格的旋律，以及當“Despacito”一詞出現時的搖擺節奏，並且稱這首歌曲的音畫法非常天才。《時代雜誌》編者賴莎·布魯納將這首單曲描述為「充滿感染力的拉丁旋律，充滿雷鬼動節奏和令人難以抗拒的舞曲」。
西班牙唱片製作人納胡姆·加西亞表示副歌之前節奏的打破方式是天才，這種「技巧」在流行音樂中並不常見。《愛爾蘭鏡報》編者約書亞·巴里對歌詞給出負面評價，稱其歌詞非常粗魯，且有點令人毛骨悚然，並表示有些人可能會覺得其歌詞令人反感。另一方面，西班牙音樂網站「Jenesaispop」的編輯者表示這首歌曲的旋律非常好，歌詞性感而不粗俗，最重要的是它的結構很有趣。全國公共廣播電台記者菲利克斯·孔特雷拉斯讚揚這首歌曲的詞曲、編曲和表演。
與小賈斯汀客串的混音版本在2017年4月17日由拉丁環球音樂、聯眾唱片、Def Jam、RBMG和School Boy共同發行，其音樂錄影帶在YouTube發布後24小時內吸引2,000萬次觀看，成為2017年內到9月為止的音樂相關影片當中觀看次數第三高者。《Ernstars》編者卡洛琳·索里亞諾表示小賈斯汀的歌聲聽起來很適合這首歌，其混音版本使這首歌曲聽起來更好。《Sound on Sound》編者麥克·西尼爾對混音歌曲的混音給出負面評價，批評其相對於原始版本的極性反轉以及小賈斯汀的歌聲比洋基老爹的歌聲來的更大。對於原版歌曲，麥克·西尼爾將慢慢來首次出現的Hook部分稱為“神技”。
2017年7月，馬來西亞政府官員報告稱，由於公眾投訴，慢慢來被禁止在國營廣播電台播出 ，其後政府部長們表示，這首歌曲被認為跟伊斯蘭教信仰毫無相關，其歌詞不適合讓民眾聆聽。

### 獲獎與提名
慢慢來在取得商業成功後獲得許多獎項和提名。2017年，原版歌曲在第18屆拉丁格莱美奖獲得3個獎項包括年度製作、年度歌曲以及最佳短篇音樂錄影帶，其混音版本也在那一場頒獎典禮獲得最佳都市歌手獎，在第45屆全美音樂獎獲得年度合作獎，並且入圍年度錄影帶獎。2018年，混音版歌曲在第60屆格莱美奖入圍3個獎項包括年度製作、年度歌曲和最佳流行組合/團體表演等，並且在公告牌拉丁音樂獎和告示牌音樂獎分別獲得6項和5項。另外，艾瑞卡·安德成為入選拉丁歌曲作家名人堂的最年輕的人，也是第一位獲得格莱美奖年度歌曲提名的拉丁女性藝人。
《告示牌》的評論員將原版慢慢來評為2017年第四佳歌曲以及有史以來第五佳拉丁歌曲，並且稱其為“拉丁音樂史上最熱門的歌曲之一”以及「有史以來最偉大的單曲之一」。《滾石雜誌》和《時代雜誌》分別將這首歌曲評為2017年第七和第三最佳歌曲，而《時代雜誌》表示這首歌曲在仇外心理於全球範圍內抬頭的一年當中激發人們的希望，即排行榜被如此普遍的、多元文化的熱門歌曲所主導。《Spin》雜誌將混音版評為年度最佳歌曲第38名，並指出這首歌曲以前所未有的方式超越流派、時間、空間，甚至個人品味。除此之外，這首歌曲也被PopSugar、《紐約時報》、全國公共廣播電台、《村聲》以及《衛報》列入2017年100首最佳單曲之一，而路易斯·馮西和洋基老爹被《People en Español》選為「年度明星」。
《滾石雜誌》的評論員將慢慢來列入「本世紀迄今為止最偉大的100首歌曲」第91名，並且將這首歌曲列入有史以來最偉大的50首拉丁流行歌曲之一，且描述這首歌曲為“流行音樂史上最成功的熱門歌曲之一”。《告示牌》將這首歌曲評選為史上最佳拉丁夏季歌曲之一，並將其列入定義2010年代的100首歌曲之一。這首歌曲因為達到7項里程碑而被列入2019年度吉尼斯世界纪录大全。

## 商業表現

### 美國
在美國，慢慢來於2017年2月4日當周登上《告示牌》多指標拉丁美洲音乐热门榜第2名，成為路易斯·馮西自2009年6月13日以單曲Aquí Estoy Yo登上該排行榜以來最高登榜單曲。慢慢來隨後在2017年2月18日當周登上公告牌拉丁美洲音乐热门榜第1名，到2017年10月14日為止連續35周拿下該榜單冠軍，直到隔一周榜單由J·巴爾文、威利·威廉客串碧昂絲的單曲Mi Gente奪冠為止。2018年，慢慢來在該榜單拿下21周冠軍，並以總計56周奪冠刷新先前由2014年安立奎·伊格萊西亞斯客串德契墨·布宜諾和區域之人的舞力全开所寫下的41周奪冠紀錄，而成為在公告牌拉丁美洲音乐热门榜登冠持續時間最長的歌曲。儘管慢慢來後來成為該榜單奪冠持續時間第二長的歌曲，但在2019年3月9日因排行榜的常態性規則而在上榜110週後被移除。
在美國告示牌百大單曲榜，慢慢來在2017年2月4日當周登上第88名，成為路易斯·馮西第3首暨洋基老爹第7首登上該榜單的歌曲，在客串小賈斯汀的混音版歌曲發行前於2017年4月15日當周上升至第44名，並且到2017年5月27日當周登上告示牌百大單曲榜冠軍，因此成為路易斯·馮西和洋基老爹第1首暨小賈斯汀第5首登上該榜單冠軍的歌曲。由於這首歌曲在告示牌百大單曲榜連續16周登上冠軍，因此追平瑪麗亞·凱莉和大人小孩雙拍檔單曲甜蜜一日所寫下的告示牌百大單曲榜歷年奪冠持續時間最長紀錄，直到2019年8月3日由利尔·纳斯·X客串比利·雷·赛勒斯單曲鄉村老街打破榜單紀錄為止。慢慢來另外也成為第一首在美國所有流派數位歌曲榜上名列前茅的西班牙語歌曲，以及第一首在所有格式電台歌曲榜和主流四十大單曲榜上名列前茅的非英語歌曲。2017年10月21日當周，慢慢來和Mi Gente都成為史上第一次同時登上告示牌百大單曲榜前10名的非英語歌曲，但因為慢慢來在告示牌百大單曲榜已經有52周上榜而根據其常態性規則被移除。
慢慢來在美國以2,692,000次下載量和1,322,799,000次串流量成為2017年最暢銷且串流次數最多的單曲，並且在美國廣播電台播放608,000次和聽眾達3,076,935,000人次而成為2017年播放次數第6多的歌曲，隨後這首歌曲在2017年告示牌百大單曲年榜登上第2名，並且在2017年和2018年都拿下公告牌拉丁美洲音乐热门年榜最佳表現單曲。在美國，慢慢來到2019年6月20日為止售出2,983,000下載量，並且以銷售量加上數位音樂等同串流數據超過1,300萬次在2020年1月6日獲得美國唱片業協會（RIAA）的13×鑽石認證，不僅是美國史上第16高認證單曲，還成為拉丁流行第1首暨第18首獲得RIAA鑽石認證的單曲。另外，慢慢來不但是2010年代告示牌百大單曲十年榜中排名第九的單曲，而且在公告牌拉丁美洲音乐热门十年榜上排名第一，因此成為公告牌拉丁美洲音乐热门榜史上最佳表現歌曲和告示牌百大單曲榜史上第33佳歌曲。

### 國際
在國際排行榜方面，慢慢來在47個國家歌曲排行榜登上冠軍，其中包括原版歌曲以及客串小賈斯汀的混音版歌曲登上這些榜單。這首歌曲在西班牙登上26周冠軍，在瑞士登上20周冠軍，在法國登上18周冠軍，在德國登上17周冠軍，在加拿大登上16周冠軍，在義大利登上14周冠軍，在澳洲登上13周冠軍，以及在英國登上11周冠軍。在歌曲認證方面，這首歌曲在瑞典和西班牙皆獲得13×白金認證，在法國和義大利皆獲得鑽石認證，在英國和德國皆獲得4×白金認證，在加拿大獲得鑽石認證，在澳洲獲得5×白金認證，在巴西獲得6×鑽石認證，並且在墨西哥獲得5×鑽石和4×白金認證。其混音版歌曲在5個國家歌曲排行榜登上冠軍，並且在紐西蘭和巴西皆獲得白金認證，在德國獲得金認證。
慢慢來在英國有著230萬個合算銷售量而成為該國年度暢銷排行第二暨串流次數最多的歌曲，在加拿大有著超過30萬數位銷售量而成為該國在2017年度最暢銷的單曲，另外在16個國家的2017年終榜奪冠，在15個其他國家成為表現第2佳的歌曲，並且巴西以580,450次播放量成為2017年播放次數最多的廣播歌曲以及年度表現最佳的外國歌曲。慢慢來在全世界以銷售量加上數位音樂等同串流數據總共2,430萬次而成為2017年暢銷排行第2的歌曲，到2018年，這首歌曲以銷售量加上數位音樂等同串流數據總共1,180萬次而成為該年度暢銷排行第6的歌曲，並且在拉丁美洲以107,980播放量成為播放次數第72多的歌曲。另外，慢慢來在告示牌全球二百大單曲榜於2021年8月7日當周登上第114名。
2017年7月，慢慢來有著原版歌曲加上混音版歌曲的46億次加總串流次數而成為全世界串流量最多的歌曲，因此在那時候，環球音樂集團將“鈽盤”頒發給路易斯·馮西以表彰他的歌曲慢慢來在全球的亮眼銷售表現。這首歌曲到2018年4月為止的串流量達到75億次，其混音版歌曲在2018年2月成為第一首在Spotify串流量突破10億次的西班牙語歌曲，而原版歌曲則是到2019年6月達成這樣的里程碑。這首歌曲在英國成為登冠持續時間最長的外語歌曲，並且以截至2017年9月19日的1,900,599合算銷售量成為該國家暢銷排行第30的單曲，另外在瑞士和德國皆成為登冠周數最多的歌曲。

## 影響
慢慢來原版歌曲和混音版歌曲的商業成功讓洋基老爹在2017年7月9日成為全球串流服務網站Spotify最多串流藝人，並且是第一位拉丁歌手寫下這樣的紀錄，隨後成為2017年Spotify串流第6多的藝人。《告示牌》編者萊拉·科博認為慢慢來是一首重新引起美國唱片公司對拉丁音樂市場有興趣的歌曲，而桑德·澤爾納則是將2017年拉丁音樂在美國主流市場的統治地位歸功於該單曲的成功，其中有11首西班牙語歌曲在那一年登上告示牌百大單曲榜。美國詞曲製作人德斯德斯蒙·柴爾德和古巴音樂家鲁迪·佩雷斯表示：「自從瑞奇·馬丁的Livin' la Vida Loca以來，還沒有任何一首歌曲能像慢慢來那樣在全球產生影響，且永遠改變流行音樂的發展。」2017年，在觀看次數最多10部YouTube音樂錄影帶當中就有6部是來自拉丁歌手用西班牙語演唱的歌曲，因此《告示牌》編者拉斯·布蘭德爾將這樣的現象稱為「慢慢來效應」。
英國官方榜單公司認為慢慢來幫助拉丁流行音樂再次成為主流，而尼爾森NV發言人艾琳·克勞福德表示這首歌曲對J·巴爾文和威利·威廉歌曲Mi Gente等其他幾首跨界成功的拉丁歌曲而言產生光環效應。《滾石雜誌》表示這首歌曲加快美國音樂的巨大歷史轉折，且展示西班牙語流行音樂的主流生存能力，而其編者約翰·奧喬亞表示由此產生的所謂“慢慢來效應”將推動往後熱門西班牙語歌曲和主流跨界音樂的浪潮。
美國唱片業協會報告稱拉丁音樂在2017年的收入成長37%，這主要歸功於音樂串流服務，而美國拉丁音樂的消費量在2016年上半年至2018年上半年期間增加15%。國際唱片業協會（IFPI）報告稱拉丁美洲的音樂收入成長17.7%，並且將慢慢來描述為「改變遊戲規則的熱門歌曲」。在2018年年度觀看次數最多的10部YouTube音樂錄影帶當中就有8部是以西班牙語演唱的歌曲，因此加拿大廣播公司稱之為「慢慢來效應」。
索尼/聯合電視音樂出版總裁豪爾赫·梅希亞表示慢慢來標誌著全球拉丁音樂消費的「前後對比」，在這首歌曲取得成功之前，索尼音樂大約每兩年就會推出一首大型拉丁單曲，但這種情況卻演變成「全世界拉丁歌曲的雪崩」。《告示牌》編者安德魯·溫特伯格認為由於慢慢來和其對Mi Gente、卡蜜拉·卡貝優的哈瓦那產生快速影響，再加上馬盧瑪、歐祖那以及壞痞兔等藝人的上榜表現而在國內取得了最大的成功，因此表示2017年是拉丁流行音樂席捲美國的一年。
2017年7月，據報導，自慢慢來在全球取得成功以來，波多黎各的旅遊興趣指數增加45%，諸多旅遊業者引用這首歌曲的音樂錄影帶，增加民眾對錄影帶中出現的酒吧「La Factoría」和老聖胡安的La Perla地區等地點的興趣。

## 音樂錄影帶

### 製作背景
慢慢來的音樂錄影帶由波多黎各籍導演卡洛斯·佩雷斯執導，並且由喬安娜·伊戈茲庫和羅克西·奎諾內斯負責製作，本次錄影帶在2016年12月於波多黎各聖胡安的La Perla街區和「La Factoría」酒吧進行錄製。羅克西·奎諾內斯曾經在2014年與路易斯·馮西合製Corazón en la Maleta音樂錄影帶，並且在2004年、2005年、2010年以及2011年和洋基老爹分別合製Gasolina、Rompe、Descontrol以及Ven Conmigo的音樂錄影帶。拿下2006年度環球小姐比賽冠軍的祖雷卡·利維拉共同出演這首歌曲的音樂錄影帶，並且被路易斯·馮西聯繫為“強大的拉丁女性”的代表人物。

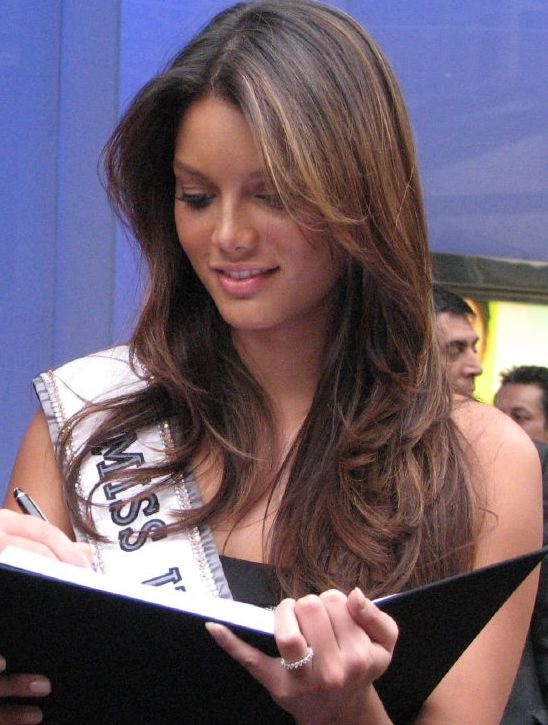
拿下2006年度環球小姐比賽冠軍的祖雷卡·利維拉也出演音樂錄影帶

埃菲通讯社記者豪爾赫·穆尼茲·奧爾蒂斯表示慢慢來的音樂錄影帶突顯出波多黎各的一些主要文化和民俗象徵，並且展示波多黎各壯麗的海灘、La Perla色彩繽紛的風景、波多黎各吉他（Cuatro）的嘎嘎聲、本土邦巴流派的桶子、祖雷卡·利維拉的擺臀動作以及一對正在玩多米諾骨牌遊戲的男子。

### 概要
慢慢來的音樂錄影帶展示兩個歌手在參加島上不同的派對時表演這首歌曲，其中模特兒祖雷卡·利維拉擔任本錄影帶的主角。這段音樂錄影帶以La Perla海岸在白天時段的鏡頭做個開頭，並且同時顯示祖雷卡·利維拉步行抵達棚戶區，路易斯·馮西和洋基老爹在街上表演這首歌曲，而長輩們在玩多米諾骨牌，一個孩子在剪頭髮，兩個人一邊聽廣播一邊聊天，情侶們在背景中跳舞。隨後這部錄影帶插入路易斯·馮西和洋基老爹在一輛汽車前唱歌的鏡頭，而人們坐在車上，並且旁邊跳舞。當洋基老爹完成他的主歌時，祖雷卡·利維拉走進La Factoría酒吧，歌手們正在與其他人一起演唱和跳舞的同時，男人們在敲擊邦巴鼓。當歌曲結束時，路易斯·馮西繼續與祖雷卡·利維拉一起跳舞，並且到錄影帶的片尾展示路易斯·馮西和洋基老爹與酒吧裡的人們一起無伴奏合唱。

### 發行與反應
慢慢來的音樂錄影帶在2017年1月12日發布於路易斯·馮西官方YouTube頻道，其觀看次數在MV發布97天後突破10億次，成為YouTube史上第二快達成這樣里程碑的影片，並且也以154天的時間成為YouTube史上最快突破20億次觀看的影片，隨後這部音樂錄影帶在2017年8月4日、2017年10月11日、2018年4月5日和2019年2月24日（以协调世界时為基準）分別成為YouTube史上第一支突破30、40、50、60億次觀看的影片。截至2024年6月，慢慢來音樂錄影帶的觀看次數已累計84億次，並且在2017年8月4日成為當時在YouTube上最多觀看的影片，當碰碰狐的「Baby Shark Dance」在2020年11月2日拿下YouTube觀看冠軍頭銜之後，慢慢來音樂錄影帶變成在該平台觀看次數第二多者，不過到2024年6月為止仍然以喜歡人數超過5,300萬人成為該平台喜歡人數最多者。慢慢來音樂錄影帶在Vevo發布後24小時內拿下514萬次觀看次數，因此該網站稱這是西班牙語影片在其平台上首日觀看次數最多者。
慢慢來音樂錄影帶在第18屆拉丁格莱美奖獲得最佳短篇音樂錄影帶獎，在第25屆告示牌音樂獎獲得最佳流媒體歌曲錄影帶獎，並且在第45屆全美音樂獎入圍年度錄影帶獎。

## 現場演出
路易斯·馮西和洋基老爹在2017年4月27日首次於2017年告示牌拉丁音樂獎現場一起表演慢慢來，之後在2017年5月23日登上《美國之聲》第12季總決賽表演這首歌曲，至於小賈斯汀和路易斯·馮西唯一一次現場表演則是在2017年4月18日於小賈斯汀「我的決心世界巡迴演唱會」波多黎各巡迴站的何塞·米格爾·阿格萊洛特體育館進行。然而，小賈斯汀無法在現場表演中演唱這首歌曲，並被發現在一場廣為人知的事件中用“blah”一詞替換其部分歌詞，甚至在一次表演中出現了無意義的胡言亂語，事後路易斯·馮西為他不知道歌詞做辯護，稱小賈斯汀因為西班牙語並不是他的主要語言而需要讓觀眾勉強接受。
路易斯·馮西在2017年6月12日和9月14日分別登上美國深夜談話節目《柯南秀》和《艾倫秀》表演慢慢來，其後在2019年1月30日登上《吉米·法伦今夜秀》並且和主持人吉米·法伦一起演唱這首帶有隨機歌詞的慢慢來。
當路易斯·馮西和洋基老爹分別舉辦「2017–18 Love + Dance World Tour」和「2017 Tamo En Vivo Europe Tour」時，他們分別將慢慢來列入各自的演唱會歌單。2017年11月16日，路易斯·馮西在第18屆拉丁格莱美奖頒獎典禮現場與波多黎各歌手維克多·曼努爾、哥倫比亞樂團Bomba Estéreo、以及美國DJ迪波洛共同表演慢慢來，之後路易斯·馮西和洋基老爹在2018年1月28日登上第60屆格莱美奖舉辦地點「麦迪逊广场花园」表演這首歌曲，藉此分別成為第12和第13位登上格莱美奖表演的拉丁藝人，而路易斯·馮西另外在2021年1月20日於美國總統拜登的就職典禮現場帶來慢慢來的演出。

## 其他混音版與翻唱版
2017年3月17日，官方推出兩個慢慢來混音版本，分別為路易斯·馮西獨唱版以及客串波多黎各音樂家維克多·曼努爾演奏的騷沙版本。2017年5月5日，官方再推出兩個慢慢來混音版本，分別是由美國三人組拉扎尔少校和哥倫比亞DJ MOSKA製作的電子舞曲版本以及由哥倫比亞製作人Sky重新混音的城市版本。2017年7月14日，官方推出由艾瑞卡·安德製作，由路易斯·馮西客串巴西歌手伊斯雷爾·諾瓦埃斯演唱的慢慢來葡萄牙語版本，並且在2017年9月1日推出由路易斯·馮西和墨西哥音樂團體La Bandononona Clave Nueva De Max Peraza共同演唱慢慢來班達版本。2018年1月26日，官方推出涵蓋西班牙語和華語的慢慢來——緩緩，由路易斯·馮西和新加坡裔台灣華語歌手林俊傑共同演唱。卡琳娜·達爾和阿德里安·約根森在2018年2月推出慢慢來挪威語版本，之後在2019年和2021年分別獲得國際唱片業協會金認證和白金認證。
慢慢來在發行之後吸引全球各地的藝人接連翻唱或演奏，例如南韓歌手J.Fla、克羅埃西亞二人組2CELLOS的經典跨界演奏版、挪威音樂家利奧·莫拉基奧利的金屬樂器演奏版、匈牙利鋼琴家暨世界紀錄保持人彼得·班斯的鋼琴演奏版、美國樂團博伊斯大道的原聲版以及美國音樂團體Postmodern Jukebox的百老匯風格翻唱版。在這些翻唱或演奏慢慢來的YouTube影片當中，J.Fla拿下2.17億次觀看，其餘版本的觀看次數約莫落在700萬到4,700萬之間，而利奧·莫拉基奧利的版本在2017年8月10日登上匈牙利录音制品制作者协会四十强单曲榜第35名。2017年，美國裔希臘籍滑稽模仿藝人So Tiri在他的YouTube頻道上發布了一段名為“Thes Pastitsio”的希臘滑稽模仿音樂作品，並在網路上瘋傳。「怪人奧爾」揚科維奇翻唱這首歌曲，並作為2024年波爾卡演唱歌單「Polkamania!」的一部分。

### 政治用途
經過修改的慢慢來歌詞已被用於政治用途。在阿根廷，多位政客在各自的2017年中期選舉電視廣告中使用這首歌曲，科學家們也用這首歌曲來抗議毛里西奧·馬克里總統的政權，女權主義者也用這首歌曲來號召人們關注針對婦女的暴力行為。委內瑞拉總統尼古拉斯·马杜罗用這首歌曲呼籲當地民眾於有爭議的制宪大会选举中投票，然而路易斯·馮西、洋基老爹和艾瑞卡·安德對委內瑞拉政府未經授權而將這首歌用於政治用途表示不滿，並且批評马杜罗政府將這首歌用作政治宣傳。英國電視主持人詹姆斯·柯登在2017年8月16日改編這首歌曲，並且將此用在評論美國總統川普於《詹姆斯·柯登深夜秀》上的相關訪談。2020年9月15日，民主黨總統候選人拜登在由路易斯·馮西主持的競選活動中演奏這首歌中的幾個小節，而川普在推特上發布了一段經過編輯的影片，展示出拜登播放尼哥有態度的Fuck tha Police來作回應。此外，在2024年民主黨全國代表大會上，波多黎各民意代表也用這首歌來代表該領土。
一首歌曲名為「Десь по світу」（在世界的某處地方）的慢慢來烏克蘭語版本由德羅霍貝奇區的孩童客串製作，旨在鼓勵在國外工作的烏克蘭人回國。

## 製作名單
| 原版 以下製作名單可從Tidal和拉丁錄音學院找到。 - 艾瑞卡·安德 – 詞曲 - 路易斯·馮西 – 詞曲、演唱 - 傑森·喬舒亞 – 調音 - 戴夫·卡奇 – 母帶後製 - 克里斯蒂安·尼維斯 – 波多黎各吉他 - 毛里西奧·倫吉夫 – 製作人、錄音工程 - 胡安·裡維拉「Gaby Music」 – 錄音工程 - 路易斯·薩爾達裡亞加 – 錄音工程 - 安德烈斯·托雷斯 – 製作人、錄音工程、 原聲吉他 - 洋基老爹 – 詞曲、演唱 | 小賈斯汀混音版 以下製作名單可從Tidal和國家錄音藝術科學學院找到。 - 小賈斯汀 – 詞曲、演唱 - 賈森·博伊德 – 詞曲 - 喬許·古德溫 – 製作人、錄音工程、混音、調音 - 馬蒂·詹姆斯 – 詞曲 - 克里斯·奧瑞安 – 錄音工程 - 胡安·費利佩·桑佩爾 – 演唱指導 |

## 榜單成績

### 周榜
| 排行榜（2017–2020年）                    | 最高 排名 |
| ---------------------------------------- | --------- |
| 阿根廷（拉美監控）                       | 1         |
| 澳大利亚（澳大利亚唱片业协会單曲榜）     | 1         |
| 奥地利（Ö3四十强单曲榜）                 | 1         |
| 比利时佛兰德（Ultratop五十强单曲榜）     | 1         |
| 比利时瓦隆（Ultratop五十强单曲榜）       | 1         |
| 玻利維亞（拉美監控）                     | 1         |
| 巴西（《告示牌》Brasil Hot 100 Airplay） | 1         |
| 加拿大（《告示牌》Canadian Hot 100）     | 1         |
| 加拿大（《告示牌》Canada AC）            | 3         |
| 加拿大（《告示牌》Canada CHR）           | 1         |
| 加拿大（《告示牌》Canada Hot AC）        | 1         |
| 智利（拉美監控）                         | 1         |
| 哥倫比亞（國家報告）                     | 1         |
| 哥斯大黎加（拉美監控）                   | 1         |
| 捷克（電台百強單曲榜）                   | 2         |
| 捷克（百強數位單曲榜）                   | 1         |
| 丹麥（Tracklisten）                      | 1         |
| 多明尼加共和國（拉美監控）               | 2         |
| 厄瓜多（國家報告）                       | 1         |
| 薩爾瓦多（拉美監控）                     | 7         |
| 芬兰（芬蘭官方單曲榜）                   | 20        |
| 法国（法國唱片出版業公會單曲榜）         | 1         |
| 德国（德國官方單曲榜）                   | 1         |
| 希臘（《告示牌》Greece Digital Songs）   | 1         |
| 瓜地馬拉（拉美監控）                     | 1         |
| 匈牙利（四十強舞曲榜）                   | 2         |
| 匈牙利（四十强电台榜）                   | 1         |
| 匈牙利（四十強單曲榜）                   | 1         |
| 冰島（RÚV）                              | 9         |
| 愛爾蘭（IRMA）                           | 1         |
| 以色列（媒体森林电台榜）                 | 1         |
| 意大利（意大利音乐产业联盟单曲榜）       | 1         |
| 日本（《告示牌》Japan Hot 100）          | 48        |
| 黎巴嫩（黎巴嫩官方二十强榜）             | 1         |
| 馬來西亞（RIM）                          | 8         |
| 墨西哥（AMPROFON串流榜）                 | 1         |
| 荷兰（荷蘭四十強單曲榜）                 | 1         |
| 荷兰（百强单曲榜）                       | 1         |
| 挪威（VG-lista）                         | 22        |
| 巴拿馬（拉美監控）                       | 1         |
| 巴拉圭（拉美監控）                       | 1         |
| 祕魯（拉美監控）                         | 1         |
| 菲律賓（《告示牌》Philippine Hot 100）   | 1         |
| 波蘭（波蘭百大電台榜）                   | 1         |
| 葡萄牙（葡萄牙唱片業協會单曲榜）         | 1         |
| 羅馬尼亞（百大電台榜）                   | 5         |
| 俄羅斯（TopHit）                         | 1         |
| 蘇格蘭（官方榜單公司）                   | 1         |
| 斯洛伐克（斯洛伐克百大電台榜）           | 1         |
| 斯洛伐克（斯洛伐克百大數位單曲榜）       | 1         |
| 斯洛維尼亞（SloTop50）                   | 1         |
| 西班牙（西班牙音樂製作協會）             | 1         |
| 瑞典（瑞典最熱榜）                       | 1         |
| 瑞士（瑞士热门音乐榜）                   | 1         |
| 英國（官方榜單公司單曲榜）               | 1         |
| 烏克蘭（TopHit）                         | 2         |
| 美國（《告示牌》Hot 100）                | 1         |
| 美國（《告示牌》Digital Songs）          | 1         |
| 美國（《告示牌》Hot Latin Songs）        | 1         |
| 美國（《告示牌》Latin Airplay）          | 1         |
| 美國（《告示牌》Streaming Songs）        | 1         |
| 委內瑞拉（唱片报告）                     | 1         |

| 排行榜（2017–2021年）                    | 最高 排名 |
| ---------------------------------------- | --------- |
| 阿根廷（Argentina Hot 100）              | 21        |
| 澳大利亚（澳大利亚唱片业协会單曲榜）     | 1         |
| 巴西（《告示牌》Brasil Hot 100 Airplay） | 16        |
| 加拿大（Canadian Hot 100）               | 1         |
| 丹麥（Tracklisten）                      | 1         |
| 芬兰（芬蘭官方單曲榜）                   | 1         |
| 全球（《告示牌》Global 200）             | 114       |
| 愛爾蘭（IRMA）                           | 1         |
| 義大利（《Musica e Dischi》）            | 9         |
| 日本（《告示牌》Japan Hot 100）          | 28        |
| 拉脫維亞（EHR）                          | 1         |
| 馬來西亞（RIM）                          | 1         |
| 墨西哥（AMPROFON串流榜）                 | 2         |
| 荷兰（荷蘭四十強單曲榜）                 | 1         |
| 荷兰（百强单曲榜）                       | 1         |
| 紐西蘭（新西兰唱片音乐协会官方音乐榜）   | 1         |
| 挪威（VG-lista）                         | 1         |
| 菲律賓（《告示牌》Philippine Hot 100）   | 1         |
| 波蘭（波蘭五十強舞曲榜）                 | 1         |
| 蘇格蘭（官方榜單公司）                   | 1         |
| 南韓（Gaon單曲榜）                       | 7         |
| 西班牙（西班牙音樂製作協會）             | 14        |
| 瑞典（瑞典最熱榜）                       | 1         |
| 英國（官方榜單公司單曲榜）               | 1         |
| 美國（《告示牌》成人當代單曲榜）         | 24        |
| 美國（《告示牌》Adult Pop Airplay）      | 9         |
| 美國（《告示牌》Dance Club Songs）       | 8         |
| 美国（《告示牌》百大單曲榜）             | 1         |
| 美國（《告示牌》Digital Songs）          | 1         |
| 美國（《告示牌》热门拉丁歌曲）           | 1         |
| 美國（《告示牌》Pop Airplay）            | 1         |
| 美國（《告示牌》Rhythmic Songs）         | 3         |
| 美國（《告示牌》Radio Songs）            | 1         |
| 美國（《告示牌》Streaming Songs）        | 1         |

### 年終榜
| 排行榜（2017年）                       | 排名 |
| -------------------------------------- | ---- |
| 阿根廷（拉美監控）                     | 1    |
| 澳大利亞（澳大利亞唱片業協會單曲榜）   | 2    |
| 奧地利（Ö3四十大單曲榜）               | 1    |
| 比利時法蘭德斯（Ultratop五十大單曲榜） | 2    |
| 比利時瓦隆（Ultratop五十大單曲榜）     | 2    |
| 玻利維亞（拉美監控）                   | 1    |
| 加拿大（《告示牌》Canadian Hot 100）   | 2    |
| 智利（拉美監控）                       | 1    |
| 哥倫比亞（拉美監控）                   | 1    |
| 丹麥（Tracklisten）                    | 2    |
| 多明尼加共和國（拉美監控）             | 2    |
| 厄瓜多（拉美監控）                     | 1    |
| 薩爾瓦多（拉美監控）                   | 11   |
| 法國（法國唱片出版業公會單曲榜）       | 2    |
| 德國（德國官方單曲榜）                 | 2    |
| 瓜地馬拉（拉美監控）                   | 1    |
| 宏都拉斯（拉美監控）                   | 31   |
| 匈牙利（四十強舞曲榜）                 | 8    |
| 匈牙利（四十大電台榜）                 | 9    |
| 匈牙利（四十大單曲榜）                 | 2    |
| 以色列（媒體森林電台榜）               | 2    |
| 義大利（義大利音樂產業聯盟單曲榜）     | 1    |
| 墨西哥（拉美監控）                     | 1    |
| 荷蘭（荷蘭四十大單曲榜）               | 2    |
| 荷蘭（百大單曲榜）                     | 2    |
| 尼加拉瓜（拉美監控）                   | 30   |
| 巴拿馬（拉美監控）                     | 1    |
| 巴拉圭（拉美監控）                     | 1    |
| 祕魯（拉美監控）                       | 1    |
| 波蘭（波蘭百大電台榜）                 | 8    |
| 葡萄牙（葡萄牙唱片業協會單曲榜）       | 1    |
| 羅馬尼亞（百大電台榜）                 | 24   |
| 俄羅斯（TopHit）                       | 3    |
| 斯洛維尼亞（SloTop50）                 | 10   |
| 西班牙（西班牙音樂製作協會）           | 1    |
| 瑞典（瑞典最熱榜）                     | 2    |
| 瑞士（瑞士熱門音樂榜）                 | 2    |
| 英國（官方榜單公司單曲榜）             | 2    |
| 烏克蘭（TopHit）                       | 20   |
| 烏拉圭（拉美監控）                     | 1    |
| 美國（《告示牌》Hot 100）              | 2    |
| 美國（《告示牌》Digital Songs）        | 1    |
| 美國（《告示牌》Hot Latin Songs）      | 1    |
| 美國（《告示牌》Latin Airplay）        | 1    |
| 美國（《告示牌》Streaming Songs）      | 1    |
| 委內瑞拉（拉美監控）                   | 1    |

| 排行榜（2018年）                     | 排名 |
| ------------------------------------ | ---- |
| 阿根廷（拉美監控）                   | 56   |
| 玻利維亞（拉美監控）                 | 30   |
| 加拿大（《告示牌》Canadian Hot 100） | 25   |
| 智利（拉美監控）                     | 18   |
| 丹麥（Tracklisten）                  | 34   |
| 厄瓜多（拉美監控）                   | 77   |
| 薩爾瓦多（拉美監控）                 | 42   |
| 法國（法國唱片出版業公會單曲榜）     | 57   |
| 德國（德國官方單曲榜）               | 47   |
| 瓜地馬拉（拉美監控）                 | 44   |
| 宏都拉斯（拉美監控）                 | 84   |
| 匈牙利（四十強舞曲榜）               | 77   |
| 匈牙利（四十大電台榜）               | 91   |
| 匈牙利（四十大單曲榜）               | 17   |
| 尼加拉瓜（拉美監控）                 | 88   |
| 巴拿馬（拉美監控）                   | 17   |
| 葡萄牙（葡萄牙唱片業協會單曲榜）     | 87   |
| 俄羅斯（TopHit）                     | 138  |
| 南韓（Gaon下載榜）                   | 49   |
| 西班牙（西班牙音樂製作協會）         | 92   |
| 瑞典（瑞典最熱榜）                   | 41   |
| 瑞士（瑞士熱門音樂榜）               | 25   |
| 烏拉圭（拉美監控）                   | 36   |
| 英國（官方榜單公司單曲榜）           | 61   |
| 烏克蘭（TopHit）                     | 33   |
| 美國（《告示牌》Digital Songs）      | 61   |
| 美國（《告示牌》Hot Latin Songs）    | 1    |
| 美國（《告示牌》Streaming Songs）    | 14   |

| 排行榜（2019年）                  | 排名 |
| --------------------------------- | ---- |
| 玻利維亞（拉美監控）              | 64   |
| 智利（拉美監控）                  | 44   |
| 巴拿馬（拉美監控）                | 97   |
| 美國（《告示牌》Hot Latin Songs） | 14   |

| 排行榜（2020年）                        | 排名 |
| --------------------------------------- | ---- |
| 玻利維亞（拉美監控）                    | 42   |
| 美國（《告示牌》Hot Latin Songs）       | 3    |
| 美國（《告示牌》Latin Streaming Songs） | 7    |

| 排行榜（2022年）       | 排名 |
| ---------------------- | ---- |
| 烏克蘭（TopHit電台榜） | 184  |

| 排行榜（2017年）                         | 排名 |
| ---------------------------------------- | ---- |
| 澳大利亞（澳大利亞唱片業協會單曲榜）     | 2    |
| 巴西（《告示牌》）                       | 23   |
| 加拿大（《告示牌》Canadian Hot 100）     | 2    |
| 丹麥（Tracklisten）                      | 2    |
| 冰島（Tónlistinn）                       | 2    |
| 荷蘭（荷蘭四十大單曲榜）                 | 2    |
| 荷蘭（百大單曲榜）                       | 2    |
| 紐西蘭（紐西蘭唱片音樂協會官方音樂榜）   | 2    |
| 挪威（VG-lista）                         | 1    |
| 南韓（Gaon下載榜）                       | 37   |
| 瑞典（瑞典最熱榜）                       | 2    |
| 瑞士（瑞士熱門音樂榜）                   | 2    |
| 英國（官方榜單公司單曲榜）               | 2    |
| 美國（《告示牌》Adult Top 40）           | 33   |
| 美國（《告示牌》Hot 100）                | 2    |
| 美國（《告示牌》Dance/Mix Show Airplay） | 4    |
| 美國（《告示牌》Digital Songs）          | 1    |
| 美國（《告示牌》Hot Latin Songs）        | 1    |
| 美國（《告示牌》Mainstream Top 40）      | 7    |
| 美國（《告示牌》Rhythmic ）              | 15   |
| 美國（《告示牌》Streaming Songs）        | 1    |

| 排行榜（2018年）                     | 排名 |
| ------------------------------------ | ---- |
| 加拿大（《告示牌》Canadian Hot 100） | 25   |
| 丹麥（Tracklisten）                  | 34   |
| 南韓（Gaon下載榜）                   | 18   |
| 瑞典（瑞典最熱榜）                   | 41   |
| 英國（官方榜單公司單曲榜）           | 61   |
| 美國（《告示牌》Digital Songs）      | 61   |
| 美國（《告示牌》Hot Latin Songs）    | 1    |
| 美國（《告示牌》Streaming Songs）    | 14   |

| 排行榜（2019年）                  | 排名 |
| --------------------------------- | ---- |
| 美國（《告示牌》Hot Latin Songs） | 14   |

| 排行榜（2021年）             | 排名 |
| ---------------------------- | ---- |
| 全球（《告示牌》Global 200） | 94   |

| 排行榜（2022年）             | 排名 |
| ---------------------------- | ---- |
| 全球（《告示牌》Global 200） | 153  |

### 十年榜
| 排行榜（2010~2019年）                | 排名 |
| ------------------------------------ | ---- |
| 澳大利亞（澳大利亞唱片業協會單曲榜） | 29   |
| 德國（德國官方單曲榜）               | 2    |
| 英國（官方榜單公司單曲榜）           | 4    |
| 美國（《告示牌》Hot 100）            | 9    |
| 美國（《告示牌》Hot Latin Songs）    | 1    |

### 歷年榜
| 排行榜                           | 排名 |
| -------------------------------- | ---- |
| 美國（告示牌百大單曲榜）         | 37   |
| 美國（公告牌拉丁美洲音乐热门榜） | 1    |

## 銷售認證
| 地區                                     | 认证              | 认证单位/销量 |
| ---------------------------------------- | ----------------- | ------------- |
| 阿根廷（阿根廷音像製品協會）             | 2× 白金           | 40,000*       |
| 奥地利（國際唱片業協會奧地利分會）       | 2× 白金           | 60,000‡       |
| 比利时（比利時唱片音樂協會）             | 5× 白金           | 150,000‡      |
| 巴西（巴西唱片業協會）                   | 16× 钻石          | 4,000,000‡    |
| 法国（法國唱片出版業公會）               | 钻石              | 233,333‡      |
| 德国（聯邦音樂產業協會）                 | 9× 金             | 1,800,000‡    |
| 意大利（意大利音乐产业联盟）             | 钻石              | 500,000‡      |
| 挪威（國際唱片業協會挪威分会）           | 4× 白金           | 240,000‡      |
| 波兰（波蘭音像製造商協會）               | 2× 钻石           | 200,000‡      |
| 葡萄牙（葡萄牙唱片業協會）               | 5× 白金           | 50,000‡       |
| 西班牙（西班牙音樂製作協會）             | 13× 白金          | 520,000‡      |
| 瑞士（國際唱片業協會瑞士分会）           | 白金              | 20,000‡       |
| 美国（美國唱片業協會）                   | 141× 白金 (Latin) | 8,460,000‡    |
| *僅含認證的實際銷量 ‡僅含認證的+實際銷量 |                   |               |

| 地區                                 | 认证               | 认证单位/销量 |
| ------------------------------------ | ------------------ | ------------- |
| 澳大利亚（澳大利亚唱片业协会）       | 11× 白金           | 770,000‡      |
| 巴西（巴西唱片業協會）               | 白金               | 60,000‡       |
| 加拿大（加拿大音乐协会）             | 钻石               | 800,000‡      |
| 丹麦（國際唱片業協會丹麥分會）       | 7× 白金            | 630,000‡      |
| 德国（聯邦音樂產業協會）             | 金                 | 200,000‡      |
| 墨西哥（墨西哥音像製品協會）         | 5× 钻石+4× 白金+金 | 1,770,000‡    |
| 新西兰（新西兰唱片音乐协会）         | 3× 白金            | 90,000‡       |
| 挪威（國際唱片業協會挪威分会）       | 8× 白金            | 480,000‡      |
| 西班牙（西班牙音樂製作協會）         | 12× 白金           | 480,000‡      |
| 英国（英国唱片业协会）               | 7× 白金            | 4,200,000‡    |
| 美国（美國唱片業協會）               | 13× 白金           | 13,000,000‡   |
| 串流                                 |                    |               |
| 日本（日本唱片協會）                 | 金                 | 50,000,000†   |
| 瑞典（瑞典唱片業協會）               | 13× 白金           | 104,000,000†  |
| ‡僅含認證的+實際銷量 †僅含認證的銷量 |                    |               |